# Pòstum I
Marc Cassià Latini Pòstum (llatí: Marcus Cassianius Latinius Postumus; ? - 267) va ser un dels trenta tirans que Trebel·li Pol·lió menciona a la Història Augusta. Era conegut simplement com a Pòstum. Tot i que el seu nom complet apareix a les monedes, Aureli Víctor l'anomena Cassi Labiè Pòstum, mentre que Pol·lió diu que era conegut com a Postumius (Postumi), i erròniament dona al seu govern una duració de set anys.
D'origen humil (era d'origen batau), va ascendir per mèrits militars i va acabar sent nomenat governador de les Germànies Superior i Inferior per l'emperador Valerià I, amb l'encàrrec de defensar la frontera del Rin, juntament amb Gal·liè, el fill de l'emperador. Amb l'ajut de Pòstum i d'altres oficials, Gal·liè va poder rebutjar durant uns anys els atacs dels pobles bàrbars, alamans i francs principalment.
L'any 257 Gal·liè se'n va anar a Il·líria per combatre la rebel·lió d'Ingenu i va deixar el seu fill Saloní al capdavant del govern, però sota la custòdia de Silvà, prefecte del pretori i un dels generals de Gal·liè. Pòstum va aprofitar la desafecció de les tropes a la família imperial i es va revoltar, proclamant-se emperador. Saloní es va haver de refugiar a la Colonia Agrippina (Colònia), on va ser assetjat i finalment assassinat (junt amb Silvà) quan la ciutat va ser capturada (cap a l'any 259 segons la Historia Augusta, però probablement el 260) mentre Valerià I continuava la desafortunada campanya contra els perses. Pòstum va ser reconegut com a emperador a les Germànies, les Gàl·lies, les Hispànies i Britànnia. Va establir la seva capital a Colònia, on va crear un nou senat, va nomenar nous cònsols i va formar una nova guàrdia pretoriana. El seu domini va ser conegut com l'Imperi de les Gàl·lies.
Pol·lió diu que el motiu de la revolta va ser deguda més a la pressió dels comandaments militars descontents i dels provincials, que no pas per pròpia ambició, i que no va tenir part en la mort de Saloní. Sembla que va governar amb fermesa, moderació i saviesa, va conservar la Gàl·lia lliure de les guerres i va contrarestar els intents de Gal·liè de prendre venjança per la mort del seu fill (263, quan Gal·liè, després d'uns èxits inicials, va ser ferit i va haver de recular). Per un temps va tenir també l'aliança de l'emperador rebel Aurèol. A les medalles i monedes de l'època, Pòstum apareix amb els títols d'Imperator i Germanicus Maximus.
Després de deu anys de govern, un dels seus generals, Lelià, va revoltar-se i va nomenar-se el títol reial a Magúncia amb la Legió XXII Primigènia. Pòstum el va atacar i va ocupar fàcilment Magúncia, on va morir Lelià. Però, com que no permeté el saqueig de la ciutat, les seves pròpies tropes es van regirar contra ell i el seu fill Postum II (o Postum Junior) i els van matar (267). Marc Aureli Mari va prendre el poder a la Gàl·lia i Germània, però Britànnia i Hispània es van separar de l'Imperi Gal.